# The False Road
The False Road er en amerikansk stumfilm fra 1920 af Fred Niblo.

## Medvirkende
- Enid Bennett som Betty Palmer
- Lloyd Hughes som 'Pickpocket' Roger Moran
- Wade Boteler som 'Sapphire' Mike Wilson
- Lucille Young som 'Frisco' Minnie
- Charles Smiley som Joshua Starbuck
- Edith Yorke
- Gordon Mullen som Crook Chauffeur